# Zeltnera quitensis
Zeltnera quitensis là một loài thực vật có hoa trong họ Long đởm. Loài này được (Kunth) G.Mans. mô tả khoa học đầu tiên năm 2004.